# بطاطا مبطنة

مبطن ليبي هو طبق تقليدي في ليبيا. يحضّر من البطاطا التي يتم حشوها بخلطة مكونة أساساً من لحم الضأن المفروم، البقدونس، البصل، النعناع الجاف، الفلفل والملح.
تقلّى قطع البطاطا بالزيت الساخن بعدما تغطّس بالبيض والكعك المطحون أو البقسماط. يقدّم عادةً هذا الطبق كمقبّلات إلى جانب أطباق رئيسية.